# Bommanakatti, Haveri
Bommanakatti là một làng thuộc tehsil Haveri, huyện Haveri, bang Karnataka, Ấn Độ.